# Arturo Alcoceba
Arturo Alcoceba Isusi (Sodupe, Güeñes, Vizcaya, 4 de diciembre de 1952-Sestao, 4 de julio de 2025) fue un activista y político español de ideología nacionalista vasca perteneciente al Partido Nacionalista Vasco (PNV), presidente de dicho partido en Güeñes.

## Biografía y trayectoria política
Nació en Sodupe (Güeñes) el 4 de diciembre de 1952 en el seno de una familia nacionalista vasca con dos hijos y dos hijas. Su abuelo materno es Cipriano Isusi, político y miliciano vasco que luchó en Euzko Gudarostea (ejército del Gobierno de Euzkadi) y que fue encarcelado en el Penal de El Puerto de Santa María, junto a los también políticos Juan de Ajuriaguerra y Jesús María Leizaola.
Se afilió de joven a Euzko Gaztedi Indarra (EGI) y al Partido Nacionalista Vasco, formando parte de la ejecutiva municipal del partido en Güeñes (Uri Buru Batzar). Parte del PNV en la clandestinidad en el franquismo, formó parte de uno de los pueblos más activos políticamente, organizando reuniones clandestinas, colocación de ikurriñas, pintadas, reparto de propaganda, concentraciones ilegales, hogueras en las cumbres en víspera de Aberri Eguna, etc.
A consecuencia de todas las actividades políticas, fue detenido por la Guardia Civil el 7 de marzo de 1975 junto a Santos Gauna Larriñaga (Larri), José Miguel (Txemi) de la Fuente Zubiaga, Rodolfo Sampelayo Menchaca y Francisco Javier Calzada Euba. Fueron llevados al cuartel de La Salve de la Guardia Civil en Bilbao, y fueron torturados. Fueron detenidos y juzgados por "actividad subversiva" ("pintadas subversivas", asistencia a "reunión de carácter ilegal", etc.). Su abogado en prisión fue Xabier Arzalluz, presidente del PNV, que llevó su defensa y el partido pagó la fianza impuesta. Cuando en España el nuevo rey (Juan Carlos I) llegó al trono, fueron amnistiados.
En 1977 Alcoceba fue uno de los fundadores del batzoki de Sodupe, cuando comenzaron a ser legales. En 1980 presentaron unas enmiendas en el batzoki, en relación con el batzoki y al partido y eso generó una gran polémica. Xabier Arzalluz, como presidente del PNV por aquel entonces, fue hasta el batzoki de Sodupe y después de la polémica los expulsó del batzoki, aunque siguieron guardando una relación de amistad. Ese año Alcoceba y los expulsados fundaron la asociación Jator Enea, como lugar de reunión política y cultural. El local y la asociación Jator Enea tuvo presencia, con la creación de Eusko Alkartasuna, en la polémica de los locales políticos. Alcoceba siempre defendió el sector soberanista del PNV, la corriente de Xabier Arzalluz y Juan José Ibarretxe, siendo muy defensor del Plan Ibarretxe.
En 1977 Alcoceba participó en la fundación del periódico Deia, de ideología nacionalista vasca, junto a más impulsores como Mitxel Unzueta, Luzio Aginagalde, Luis María Retolaza o Eli Galdós. Trabajó en el periódico durante cuarenta años, junto a Iñaki González, Kepa Intxaurbe o Andoni Ortuzar, entre otros. En 1986 con la creación del partido político Eusko Alkartasuna (EA) y el periódico impulsado por dicho partido Gaur Express (1988-1989), la dirección del periódico le pidió a Alcoceba que se incorporase al periódico, pero él lo rechazó y se quedó en Deia.
Alcoceba fue parte de la junta municipal del PNV en Güeñes (Uri Buru Batzar) y la presidió, yendo en las listas electorales en múltiples ocasiones. Salió electo concejal del Ayuntamiento de Güeñes en las elecciones municipales de 1979 y de 1983.

## Vida personal
Actualmente reside en Sestao (Vizcaya). Es hermano de la política y activista vasca Paquita Alcoceba, representante de Gure Esku Dago y una de las fundadoras de Gure Esku Dago Güeñes. Su cuñado es el político Luis Laiseka.